# بمب کثیف
بمب کثیف (به انگلیسی: Dirty bomb) نوعی جنگ‌افزار است که زباله ها را به مکان های مختلف پرتاب میکند

## عملکرد
این بمب نیازی به داشتن مواد پرتوزای غنی شده مانند مواد بکار رفته در بمب هسته‌ای را  ندارد. در عوض می‌تواند از مواد پرتوزای پسماند پرتوزای بیمارستانی، نیروگاه‌های هسته‌ای، یا آزمایشگاه‌های تحقیقاتی استفاده کند. استفاده از پسماند پرتوزا باعث می‌شود که ساخت بمب کثیف بسیار ارزان‌تر و سریعتر از جنگ‌افزار هسته‌ای باشد. برای نمونه می‌توان آنها را در صندوق عقب یک خودرو جابجا کرد.
برای اینکه پخش مواد پرتوزا در یک بمب کثیف در یک منطقه، مؤثر باشد باید به شکل پودر در آیند. اما اگر این ذرات خیلی ریز باشند یا با باد شدید پراکنده شوند شعاع پراکندگی آنقدر گسترده می‌شود که احتمال آسیب‌زایی آن کم می‌شود.

## آلودگی
بمب کثیف می‌تواند منطقه وسیعی را آلوده کند. اگر یک بمب کثیف با ۹ گرم کبالت-۶۰ با ۵ کیلوگرم تی‌ان‌تی در منهتن نیویورک منفجر شود کل شهر برای چندین دهه غیر قابل سکونت خواهد بود. برای همین بمب‌های کثیف به نام «جنگ‌افزار اخلال جمعی» نیز شناخته می‌شوند و کاربرد آنها به عنوان جنگ‌افزار بسیار غیر قابل اعتماد است.

## پیشینه
تا کنون هیچ حمله موفقی با بمب کثیف در هیچ نقطه جهان گزارش نشده است. اما تلاش‌هایی صورت گرفته است.
در سال ۱۹۹۶ شورشیان چچن یک بمب کثیف حاوی دینامیت و سزیم-۱۳۷ را در پارک ایزمایلوو مسکو کار گذاشتند. آنها سزیم را از تجهیزات درمان سرطان برداشته بودند. سازمان‌های اطلاعاتی روسیه جای بمب را یافته و آن را خنثی کردند.
در دسامبر ۱۹۹۸ سرویس اطلاعاتی چچن یک بمب کثیف را که در نزدیکی یک خط راه آهن در چچن قرار داده شده بود را پیدا و خنثی کرد.
در سال ۲۰۰۲ خوزه پادیلا  که زاده آمریکا بود و با القاعده ارتباط داشت به ظن برنامه‌ریزی برای حمله با بمب کثیف در شیکاگو دستگیر و به ۲۱ سال زندان محکوم شد.
در سال ۲۰۰۴ دیرن باروت، یک تبعه بریتانیایی و عضو القاعده، به دلیل طراحی حملات با بمب کثیف در ایالات متحده و بریتانیا در لندن دستگیر شد. او در سال ۲۰۰۶ به ۳۰ سال زندان محکوم شد.